# Marche mondiale vers Gaza
La marche mondiale vers Gaza est une initiative internationale non partisane, menée par des civils, qui prévoyait en juin 2025 de traverser à pied la frontière entre l'Égypte et la bande de Gaza, au poste-frontière de Rafah, et d'y organiser une manifestation non violente pour protester contre le blocus israélien de la bande de Gaza. Des milliers de militants se sont rassemblé en Égypte, prendre un bus pour El-Arich, puis marcher pendant trois jours jusqu'au poste-frontière de Rafah,.
La marche a été violemment réprimée en Égypte par le régime d'Abdel Fattah al-Sissi à la demande d’Israël et n'a pu atteindre Gaza'.

## Principe
La marche a été organisée par la Coalition internationale contre l'occupation israélienne, une coalition de syndicats, d'associations de défense des droits humains et de mouvements de solidarité de plus de 32 pays, présidée par l'activiste palestinien Saif Abukeshek. Un petit-fils de Nelson Mandela, Mandla Mandela (en), est également membre du comité d'organisation. Selon l'organisation, environ 3 000 militants provenant de plus de 80 pays avaient prévu de se rendre au Caire.

## Réactions

### Égypte
Les organisateurs ont déclaré, le 12 juin 2025, que environ 200 personnes qui s'étaient rendues au Caire pour participer à la marche ont été arrêtées et interrogées par les autorités égyptiennes,. Lors de leur arrestation, les manifestants ont été battus à coups de bâtons et de cravaches. Des dizaines de participants ont ensuite été expulsés, tandis que d'autres sont restés en détention car la police avait affirmé avoir perdu les passeports d'une trentaine de personnes, les empêchant par conséquent de quitter le pays. 
Par la suite, de petits groupes de manifestants ont pris la route vers le canal de Suez, qui mène au Sinaï. Environ un millier de personnes ont été interceptées à deux péages à quelques dizaines de kilomètres du Caire.
Le 16 juin, deux Norvégiens et un Espagnol ont été arrêtés à un café du Caire et roués de coups durant leur interrogatoire. Deux d'entre eux ont ensuite été expulsés et le troisième gardé maintenu en détention[pourquoi ?], selon les organisateurs de la marche.  
Selon la chaine de télévision d'information en continu américaine CNN, la marche a placé le régime égyptien dans une situation délicate, alors que le pays tente de trouver un équilibre de relations avec Israël et les États-Unis et sa critique publique des souffrances de la population civile à Gaza à ses frontières. Pour ménager son image publique dans le monde arabe, le régime n’a pas formellement interdit la marche, mais a rappelé que toute mobilisation nécessitait une « autorisation préalable », qu’il a refusée aux organisateurs.

### Israël
Le ministre israélien de la Défense, Israel Katz, avait déclaré auparavant que si l'Égypte ne parvenait pas à stopper cette marche, l'armée israélienne prendrait des mesures pour empêcher les manifestants d'entrer dans Gaza.